# Isaac Isinde
Isaac Isinde (Kampala, 16 de abril de 1991) é um futebolista profissional ugandense que atua como defensor.

## Carreira
Isaac Isinde representou o elenco da Seleção Ugandense de Futebol no Campeonato Africano das Nações de 2017.